# جرمی باب
جرمی باب (انگلیسی: Jeremy Bobb؛ زادهٔ ۱۳ مهٔ ۱۹۸۱) بازیگر اهل کشور ایالات متحده آمریکا است. وی از سال ۲۰۰۵ میلادی تاکنون مشغول فعالیت بوده‌است.

## قسمتی از فیلم‌شناسی
فیلم:
- گرگ وال استریت -۲۰۱۳
- کندو -۲۰۱۴
- مارشال -۲۰۱۷
- مرگ در سرقت مسلحانه -۲۰۱۷
- زیر دریاچه نقرهای -۲۰۱۸
- ساعت گرگ -۲۰۱۹
- آشپزخانه -۲۰۱۹
- گذرگاه قصاب -۲۰۲۳

مجموعه تلویزیونی:
- تو جک را نمی‌شناسی
- نظم و قانون: واحد قربانیان ویژه
- نجیب‌زادگان
- امپراتوری بوردواک
- خودمانی با ایمی شومر
- خانه پوشالی
- گاتهام
- ابتدایی
- میلیاردها
- همسر خوب
- آقای ربات
- تعقیب
- بی‌خدا
- فرار در دانمورا
- عروسک روسی
- جسیکا جونز
- بیگانه
- کانتیننتال